# Edward Fitzalan-Howard, 18. Duke of Norfolk

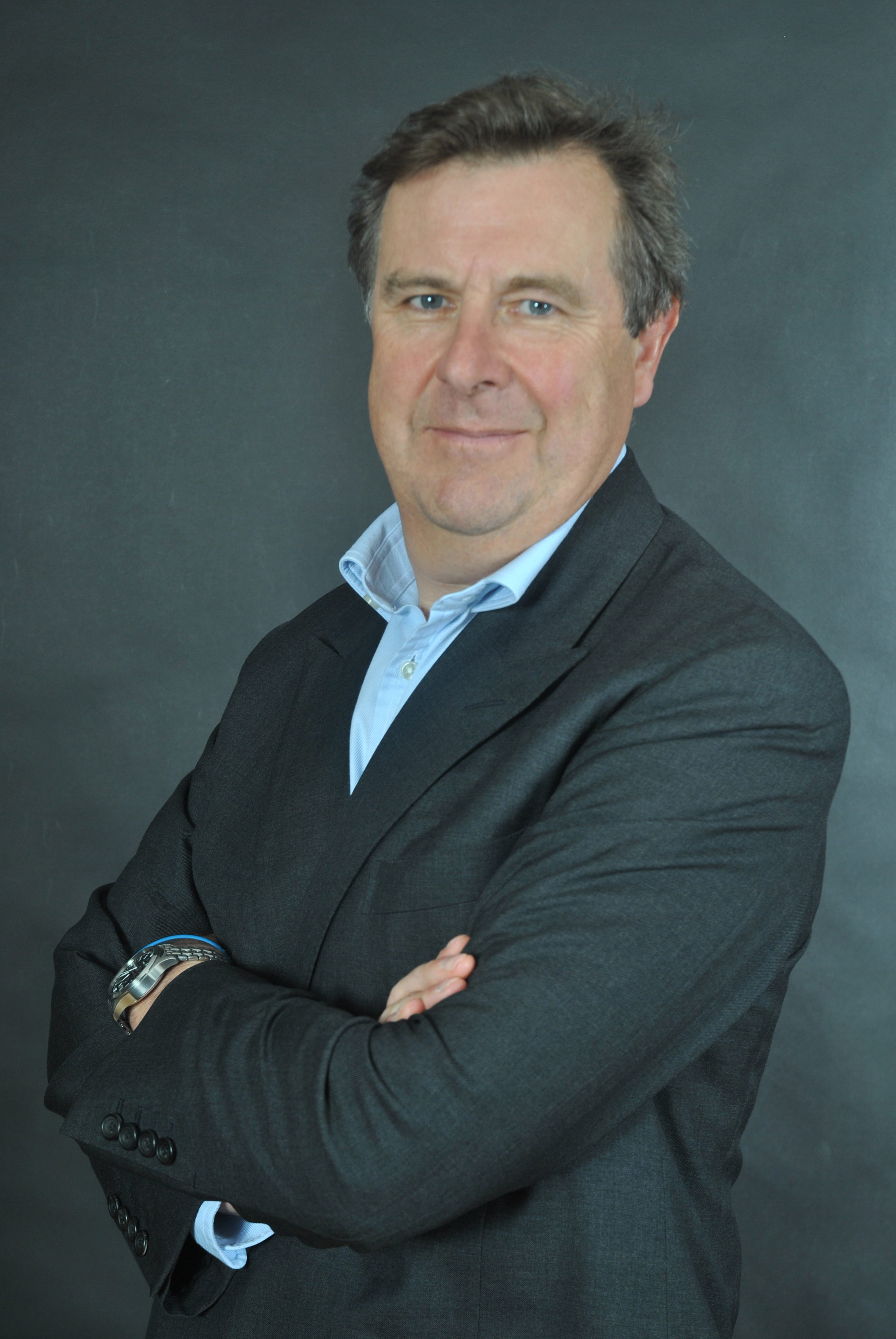
Edward Fitzalan-Howard, 18. Duke of Norfolk, Fotografie von Allan Warren (2013)

Wappen des Duke of Norfolk

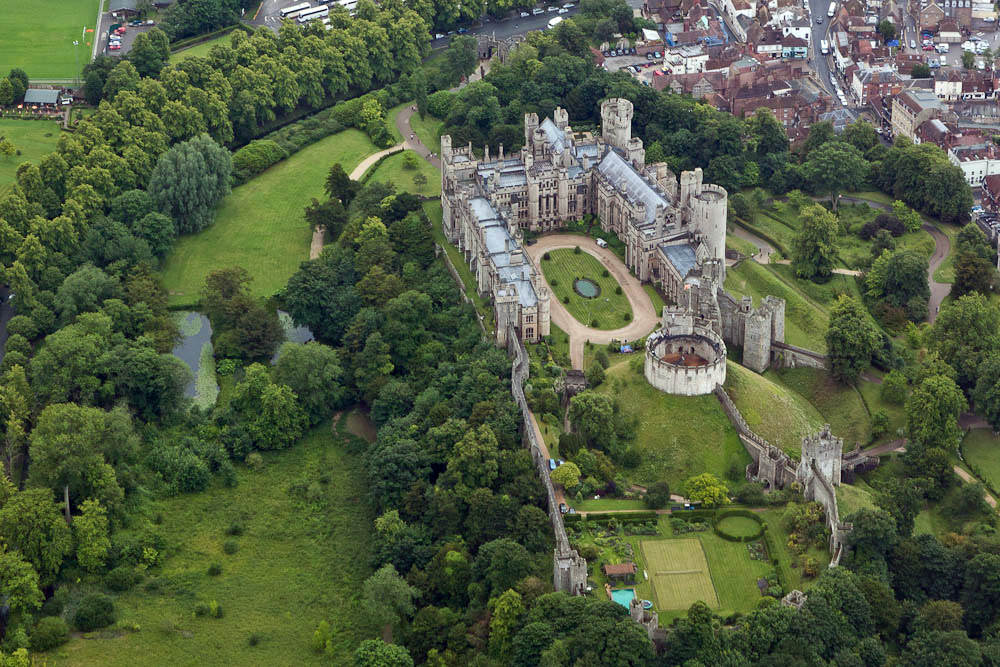
Arundel Castle

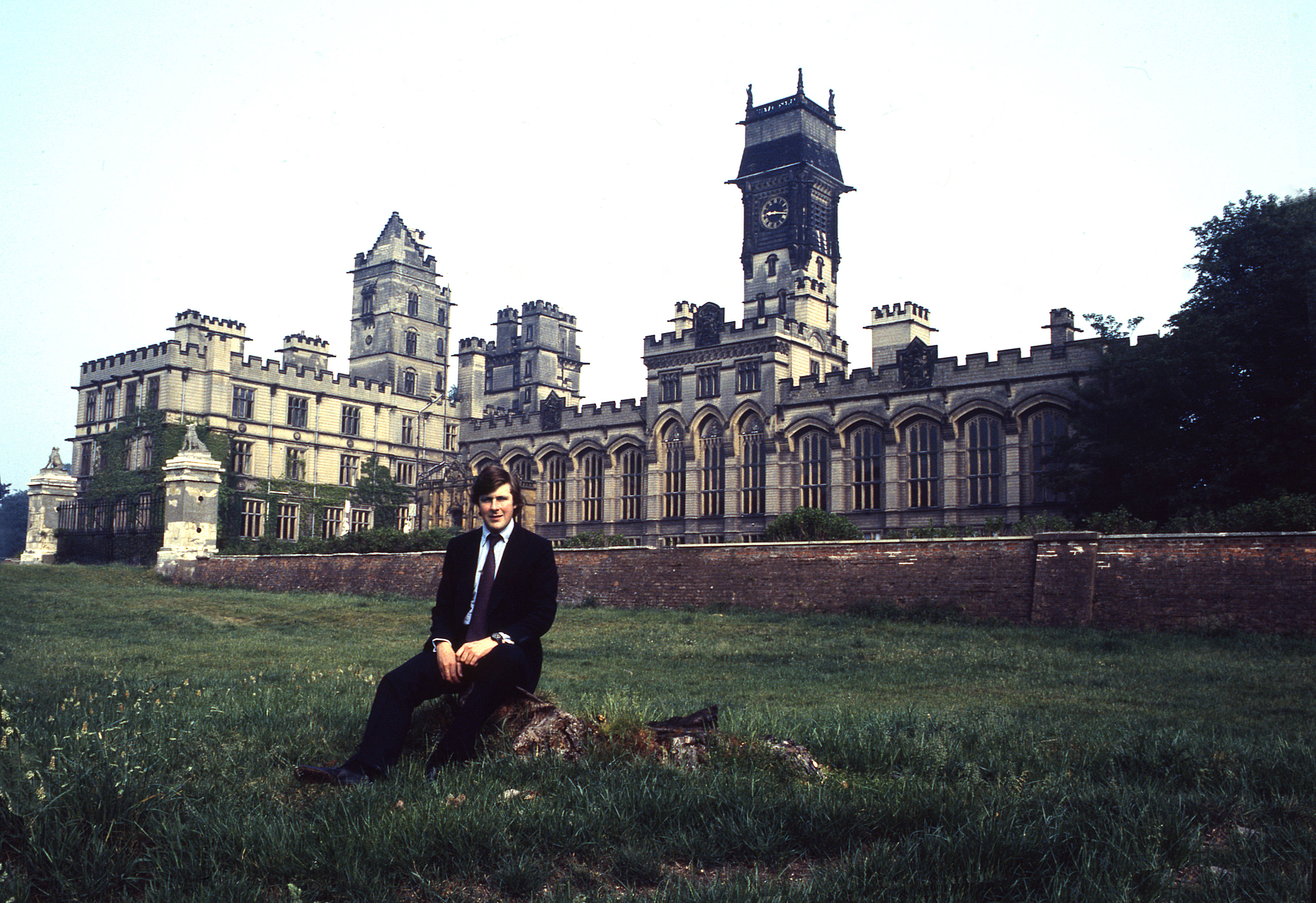
Edward Fitzalan-Howard, Earl of Arundel, vor Carlton Towers (1981)

Edward William Fitzalan-Howard, 18. Duke of Norfolk, GCVO DL (* 2. Dezember 1956) ist ein britischer Adliger, der seit 2002 als Duke of Norfolk Mitglied des House of Lords ist. Als erblicher Earl Marshal of England ist er für die Organisation der großen Zeremonien von Hof und Parlament in England zuständig.

## Leben
Edward William Fitzalan-Howard ist ein Nachfahre von John Howard, dem 1483 der Titel Duke of Norfolk verliehen wurde. Die Howards gelten als ranghöchste Familie des katholischen Adels in England.
Er selbst ist der ältere Sohn des Miles Fitzalan-Howard, 17. Duke of Norfolk, aus dessen Ehe mit Anne Mary Teresa Constable-Maxwell. Als Heir apparent seines Vaters führte er ab 1975 den Höflichkeitstitel Earl of Arundel. Er absolvierte nach dem Besuch des Ampleforth College ein Studium am Lincoln College der University of Oxford und war danach von 1979 bis 1988 Mitarbeiter von Sigas Ltd sowie im Anschluss von 1989 bis 2002 der Parkwood Group Ltd. Er hält in zahlreichen Unternehmen, Stiftungen und Institutionen hochrangige Positionen.
Beim Tod seines Vaters wurde er am 24. Juni 2002 dessen Erbe als 18. Duke of Norfolk, 36. Earl of Arundel, 19. Earl of Surrey, 16. Earl of Norfolk, 13. Baron Beaumont, 26. Baron Maltravers, 16. Baron FitzAlan, Clun and Oswaldestre und 5. Baron Howard of Glossop. Im Rahmen der Birthday Honours 2022 wurde er zum Knight Grand Cross des Royal Victorian Order (GCVO) geschlagen.
Er heiratete 1987 Georgina Susan Gore, mit der er drei Söhne und zwei Töchter hat. Seit 2011 lebte das Ehepaar zeitweise getrennt und im August 2022 wurde das Paar geschieden.
Titelerbe ist der älteste Sohn, Henry Miles Fitzalan-Howard, Earl of Arundel (* 1987), der sich vor allem als Rennfahrer einen Namen gemacht hat. 2016 heiratete er Cecilia dei Conti Colacicchi aus päpstlichem Adel.
Die Familie bewohnt die Schlösser Arundel Castle in West Sussex sowie Carlton Towers in Yorkshire. Arundel ist eines der bekanntesten Schlösser Englands und wurde von 1102 bis heute durchgehend weitervererbt.

## Earl Marshal
Als erblicher Earl Marshal of England ist Norfolk für die Organisation hoher Staatszeremonien verantwortlich. So war er unter anderem für die Durchführung des Staatsbegräbnisses von Königin Elisabeth II. am 19. September 2022, der Proklamation von König Charles III. am 10. September 2022 im St James’s Palace und der Krönung von Charles III. am 6. Mai 2023 verantwortlich.
Seit 2002 hält er das von seinem Vater ererbte Amt des Earl Marshal, nachdem er zwischen 2000 und 2002 bereits Deputy Earl Marshal of England war. Als Earl Marshal ist der Duke of Norfolk neben dem Lord Great Chamberlain der einzige Träger eines erblichen Adelstitels, der automatisch Mitglied des House of Lords ist, damit er seine zeremoniellen Aufgaben im Oberhaus erfüllen kann. Da er keiner Partei zugehörig ist, ist er als Crossbencher gelistet. Von Juni 2012 bis März 2022 war der Duke von der Teilnahme an den Sitzungen des House of Lords beurlaubt (On leave of absence). Ferner übernahm er 2002 die Funktion des Deputy Lieutenant von West Sussex und ist Mitglied der Livery Company der Worshipful Company of Fishmongers.